# 西宁街道 (辽源市)
西宁街道，是中华人民共和国吉林省辽源市龙山区下辖的一个乡镇级行政单位。

## 行政区划
西宁街道下辖以下地区：
齐宁社区、福源社区和谊阳社区。